# بيتر هاريس
بيتر هاريس (بالإنجليزية: Peter Harris)‏ (19 ديسمبر 1925 ببورتسموث في المملكة المتحدة - 2 يناير 2003 في المملكة المتحدة) هو لاعب كرة قدم بريطاني (وحمل سابقاً جنسية المملكة المتحدة لبريطانيا العظمى وأيرلندا) في مركز جناح ‏. شارك مع منتخب إنجلترا لكرة القدم. أما مع النوادي، فقد لعب مع نادي بورتسموث.

## مسيرته الكروية
لعب بيتر هاريس خلال مسيرته الاحترافية مع نادِ واحدٍ في أربعة عشر موسمًا وسجل خلالها 193 هدف ضمن 479 مباراة. ولم يفز بأي موسم بالكأس وفاز في موسمين بالدوري.
خاض بيتر هاريس مسيرته مع نادي بورتسموث في موسم 1946–47 ليلعب معه أربعة عشر موسمًا، مشاركًا في 479 مباراة سجل خلالها 193 هدف.

## وصلات خارجية
- بيتر هاريس على موقع قاعدة بيانات كرة القدم.إي يو (الإنجليزية)
- بيتر هاريس على موقع ناشيونال فوتبول تيمز (الإنجليزية)